# Torção do ovário
Torção do ovário é uma condição em que um ovário se torce nas suas ligações a outras estruturas, de tal forma que a irrigação de sangue é interrompida. O sintoma mais evidente é dor pélvica de um dos lados. Embora geralmente a dor seja de início súbito, nem sempre é o caso. Entre outros possíveis sintomas estão náuseas. Entre as possíveis complicações estão infeções, hemorragias ou infertilidade.
Entre os fatores de risco estão quistos no ovário, aumento de volume do ovário, tumores no ovário, gravidez, tratamentos para a fertilidade e ter realizado uma laqueadura. O diagnóstico é apoiado por ecografia vaginal ou TAC, embora um resultado negativo não exclua por completo o diagnóstico. O meio mais preciso de diagnóstico é a cirurgia.
O tratamento consiste na realização de uma cirurgia para destorcer e corrigir o ovário no próprio local ou para o remover. Na maior parte dos casos o ovário regressa ao normal, mesmo que a condição esteja presente há algum tempo. Em mulheres que já sofreram uma torção de ovário, existe uma probabilidade de 10% de o outro ovário também vir a ser afetado. A torção de ovário é uma condição relativamente rara, afetando apenas 6 em cada 100 000 mulheres por ano. Embora seja mais comum durante a idade reprodutiva, pode ocorrer em qualquer idade.